# 謝明賢
謝明賢（1970年10月1日—2019年1月28日），臺灣教師，花蓮縣玉里鎮人，春日國民小學教務主任，史懷哲教師獎第一屆得主，長期奉獻家鄉教育，被稱為「193線的熱血教師」，2019年時在縣道193號車禍身亡。

## 生平
謝明賢為台北長大的玉里人，1986年從台北市誠正國中以體保生身分，保送台南師專普師科。師專在學期間，多次曠課，年年操行不及格，因而念了七年。1993年畢業，分發玉里鎮觀音國小。
觀音國小任教時，謝明賢訝異六年級學生無一位能通過他的評量，平均學習水平只有二年級，便開始免費為學童課輔。因他推動斯巴達式教育期間，明顯和一些教育規定不符，後來在黃連星牧師夫婦協助下，改由教會提供學習場所。觀音國小全校五十七人，五十人晚間自動到教會讀書。1994年5月花蓮縣政府教育局抽考六年級畢業生，謝明賢所教的學生在國語、數學的表現都是玉里鎮第一名。
任教一年後，謝明賢入伍。該年七月初適逢颱風，他在探望一名學生時發生車禍，卅六小時後才醒來，由學生家長在旁照顧。那刻家長對謝明賢說：「先生，我們都好怕你死掉，你對學生這麼好，是很好的老師。」
退伍後，謝明賢又回觀音國小服務，並決定留在故鄉，1997年調到玉里鎮松浦國小任教師兼教導主任，2001年調樂合國小。他一生都在花蓮南區教書，教職從未離開過縣道193沿線，被譽為「193線的熱血教師」。除了夜間課輔從不間斷之外，他自掏腰包幫助學生升學，如2003年他在觀音、松浦國小所帶的學生有四人考上長庚護專，一人考上嘉南藥理大學，他開車載他們去註冊，還幫繳費，花費新台幣五萬多元。
2003年9月20日，謝明賢至台北國語日報社接受金車教育基金會第一屆的史懷哲教師獎，全台灣只有五位教師獲獎。他感言是所作所為不過是盡一位原住民地區老師應做的事，不因任何因素而遺棄孩子，望自己能夠一直在玉里河東地區擔任教職，直到生命終止，就像鍾理和死在自己創造夢想之處。
2004年8月，謝明賢擔任春日國小教導主任，該年底帶領學生們到春日部落進行社區教學時，發現部落聚會所閒置、髒亂，就與學生們計劃改造為圖書館。透過家長會長黃郁惠、前鎮民代表黃啟源等人展開斡旋，94年6月獲得部落長老、頭目一致認同後藉由前後任校長李國明與劉鳳英，以及教師林詠淳、替代役男陳昱成等人支持，把家中的書籍捐出來，並上網募書，其中台北縣大稻埕扶輪社青年會就捐800本圖書，9個月就已募集7000本各類圖書與雜誌。謝明賢還出資1萬2000元購買相關器材。
2011年，一對來自台北的夫妻，帶著就讀美國學校的孩子們到春日國小交流時，受到謝明賢想籌辦假日學校、讓偏鄉學生學才藝培養的計畫感動，捐出十萬元。在校長孫秉棚的支持，謝明賢展開名為「火柴天堂」的計畫，除了捐出每月的課輔費，還跟親朋好友、同學拉贊助，獲得每月捐款近兩萬元，不過仍填不滿每周一萬六千元的鐘點費。有鋼琴、美術、吉他、街舞與爵士鼓等十一種才藝課程，規定每堂課都要點名，如請假卻有說謊行為，一律退出。
因多年偏鄉教育，身體疲累，多年前曾輕微中風，經調養後每周要去花蓮慈濟醫院洗腎3次。2017年，謝明賢獲花蓮縣優良教師獎。2018年12月爆發急性腎臟病住院，自此開始向學校請長病假，但屢拖著病體到校關心學生學習狀況。2019年1月28日晚10時初，他駕駛轎車沿縣道193北往南行駛，行經103.8公里處疑因疲勞過度駕車撞擊路樹，送往玉里慈濟醫院後急救無效而去世。

## 家庭
妻子也是國小教師，育兩名女兒。

## 外部連結
- 謝明賢臉書